# Dankowice (Wilamowice)

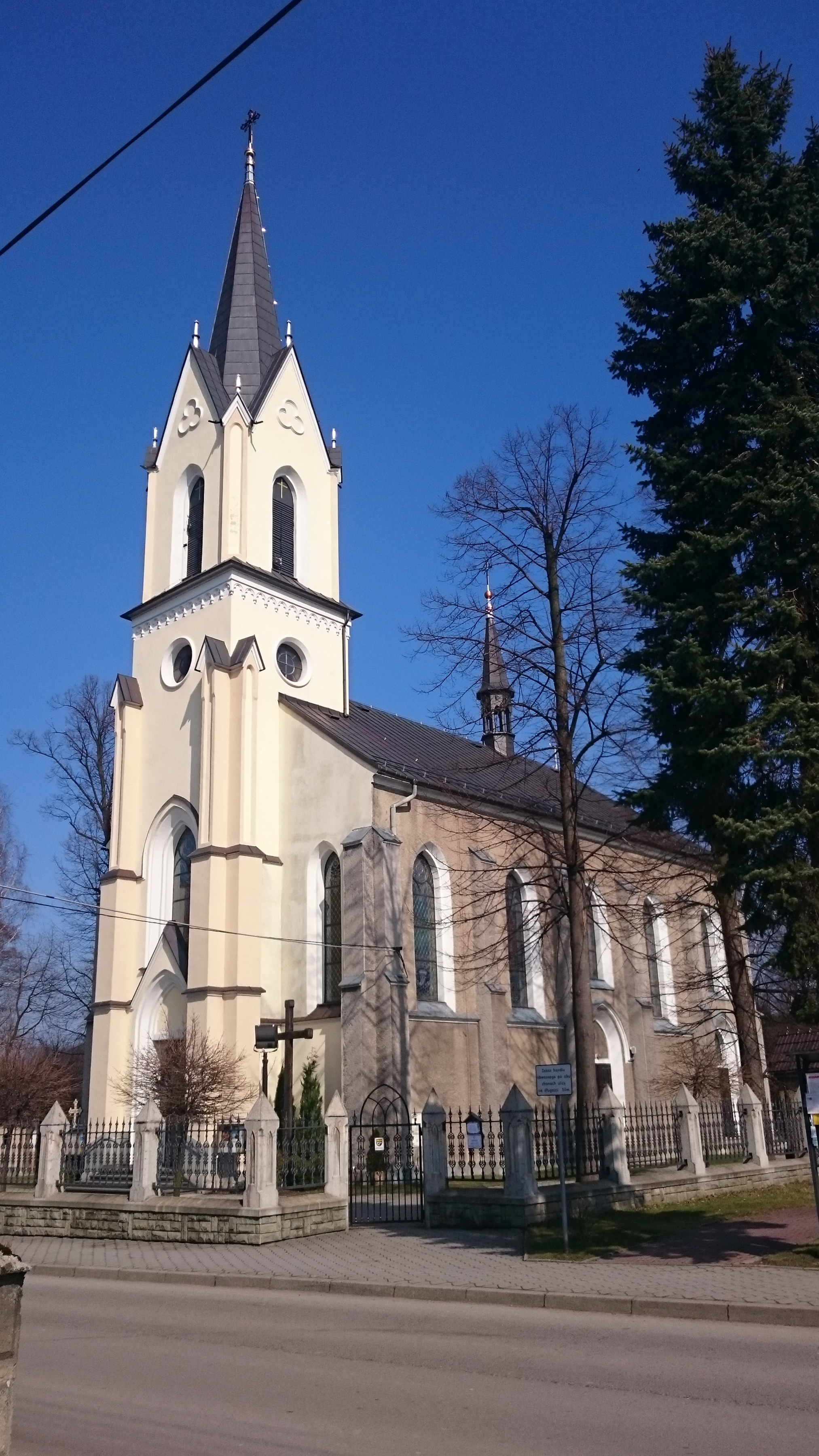
Katholische Kirche

Dankowice (deutsch Denkendorf; wilmesaurisch Denkiadiüf) ist eine Ortschaft mit einem Schulzenamt der Gemeinde Wilamowice im Powiat Bielski der Woiwodschaft Schlesien in Polen.

## Geographie
Dankowice liegt im Auschwitzer Becken, etwa 15 km nordöstlich von Bielsko-Biała und 35 km südlich von Katowice im Powiat (Kreis) Bielsko-Biała.
Das Dorf hat eine Fläche von 1144,7 ha.

## Geschichte
Der Ort wurde erstmals urkundlich als die Pfarrei Damcowicz im Peterspfennigregister des Jahres 1326 im Dekanat Auschwitz des Bistums Krakau erwähnt. Später wurde das Dorf als Damchowicz (1327), Dampcowicz (1335), Dankowicze (1475), Damkowicze (1481) erwähnt. Der Name, ursprünglich Dąbkowice, ist patronymisch abgeleitet vom Personennamen Dąbek mit dem typischen westslawischen Suffix -(ow)ice, die Aussprache Dampkowice unterlag der Vereinfachung -mpk- > -mk- und phonetischer Assimilation -mk- > -nk-.
Im Jahr 1934 bezeichnete Kurt Lück das Dorf als deutsche, mittelalterliche Siedlung mit anderen Orten der deutschen Bielitz-Bialaer Sprachinsel. Der polnische Historiker Antoni Barciak, Professor an der Jagiellonen-Universität in benachbarten Hecznarowice geboren, war vorsichtiger und nannte den Ortsnamen Dankowice (nach ihm in der mittelalterlichen Quellen immer mit dem Suffix -owice) als eventuell genetisch [teilweise] deutsch im Zusammenhang mit der bekannten, örtlichen Rittern: Demkon, Dernek bzw. Dunkon, möglicherweise deutscher Herkunft, im frühen 15. Jahrhundert Besitzer des benachbarten Dorfs Jawiszowice sowie des ersten bekannten Priesters namens Rudgerus (1326). Nach dem Mittelalter war der Nachname Damek in der Umgebung ziemlich verbreitet, ab dem 18. Jahrhundert oft durch Danek ersetzt. Es gab auch Nachnamen deutscher Herkunft wie in vielen Dörfer in der Umgebung, obwohl eindeutig weniger als in Wilamowice.
Im 14. Jahrhundert zählte das Dorf um 210 Einwohner, im Jahr 1537 gab es 22 Bauern, einen Müller und einen Schankwirt.
Politisch gehörte das private Dorf ursprünglich zum Herzogtum Auschwitz, dies bestand ab 1315 in der Zeit des polnischen Partikularismus. Seit 1327 unterstand das Herzogtum Auschwitz der Lehnsherrschaft des Königreichs Böhmen. Im Jahr 1457 wurde es, einschließlich mit dem Dorf Damkowicze, von polnischen König abgekauft, wurde es als erwähnt.
Bei der Ersten Teilung Polens kam Dankowice 1772 zum neuen Königreich Galizien und Lodomerien des habsburgischen Kaiserreichs (ab 1804).
Nach der Aufhebung der Patrimonialherrschaften bildete es ab 1850 eine Gemeinde im Bezirk und Gerichtsbezirk Biała.
1918, nach dem Ende des Ersten Weltkriegs und dem Zusammenbruch der k.u.k. Monarchie, kam Dankowice zu Polen. Unterbrochen wurde dies nur durch die Besetzung Polens durch die Wehrmacht im Zweiten Weltkrieg. Es gehörte dann völkerrechtswidrig zum Landkreis Bielitz im Regierungsbezirk Kattowitz in der Provinz Schlesien (seit 1941 Provinz Oberschlesien).
Von 1975 bis 1998 gehörte Dankowice zur Woiwodschaft Bielsko-Biała.